# Amt Winzenburg

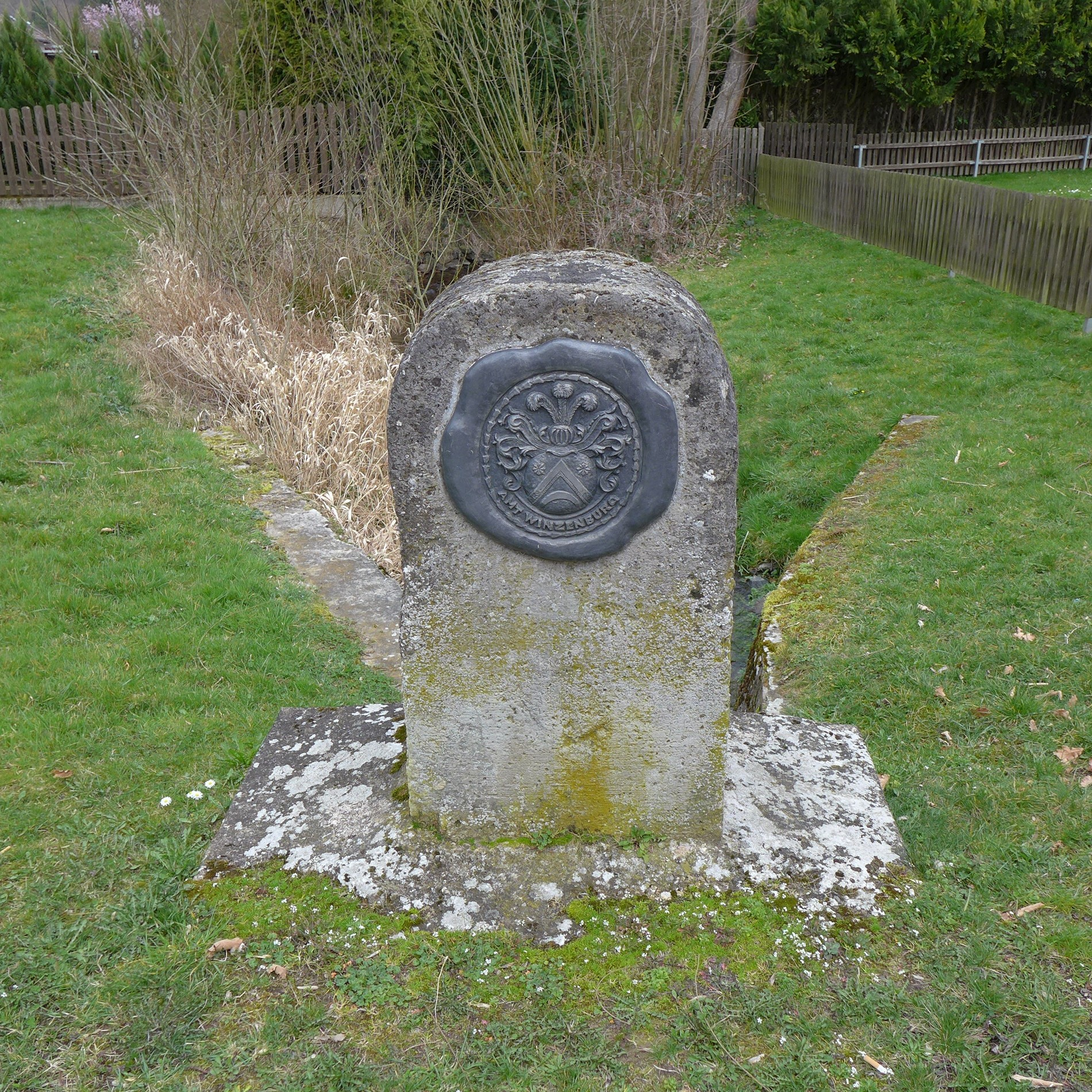
Gedenkstein zur Erinnerung an das Amt Winzenburg in Winzenburg

Das Amt Winzenburg war ein historisches Verwaltungsgebiet des Hochstifts Hildesheim bzw. des Königreichs Hannover.

## Geschichte
Das Amt geht auf die wohl in fränkischer Zeit errichtete gleichnamige Burg Winzenburg südöstlich von Alfeld (Leine) zurück, die um 1100 durch die Grafen von Winzenburg weiter ausgebaut wurde. Nach dem Erlöschen des Geschlechts fiel sie an das Hochstift Hildesheim und wurde durch hildesheimische Ministeriale als Vögte (seit 1283 belegt) bzw. Amtmänner verwaltet.
Um die Burg entwickelte sich ein größeres Amt, dessen Sprengel vier Gohen (Hasekenhäuser Gohe, Gehlenberger Gohe, Niedere Gohe, Alfeldische Gohe) umfasste und mehrere adelige Gerichte einschloss. Nachdem die Winzenburg seit dem 14. Jahrhundert den Rang einer bischöflichen Hauptburg verloren hatte, wurde das Amt wiederholt verpfändet. In der Hildesheimer Stiftsfehde wurde sie 1522 zerstört und verfiel. Ihr Abbruchmaterial wurde für den Bau des Wirtschaftshofs in Hasekenhusen verwandt, auf den Amt und Name der Winzenburg übergingen.
Als Teil des Großen Stifts fiel das Amt Winzenburg im Quedlinburger Rezess 1523 an das Fürstentum Braunschweig-Wolfenbüttel. 1643 wurde es an das Hochstift Hildesheim zurückgegeben. Die alten Gohen wurden in Vogteien umgewandelt und entsprachen weiterhin den Grenzen der vier Landgerichtsbezirke. Sie hießen jetzt Niedere Börde (im Norden, 13 Dörfer), Gehlenberger Börde (im Zentrum, 17 Dörfer), und im Süden und Südwesten mit zusammen 12 Dörfern die Hasekenhäuser Gohe und die Alte Gohe (oder Gohe zum Alten Dorf=Alfeld). Einer Adelsherrschaft unterstanden 8 Dörfer bei Delikten der Halsgerichtsbarkeit (für Kapitalverbrechen), zwischen 19 und 23 Amtsdörfer auch in der niederen Gerichtsbarkeit. Der Adel, vor allem die beiden Familien v. Wrisberg und v. Steinberg (mit den zwei Zweigen auf Bodenburg sowie auf Brüggen und Wispenstein), war somit im Amt Winzenburg im Verhältnis zu anderen Hildesheimer Ämtern vergleichsweise mächtig.
1690 wurde die Niedere Börde mit elf Gemeinden abgetrennt und zum Amt Gronau gelegt. Nur Sibbesse und Petze verblieben aus der Niederen Börde beim Amt Winzenburg. 1802 fiel das gesamte Amt mit dem Hochstift an Preußen, 1807 an das Königreich Westphalen. Die alten Amtsstrukturen wurden unter westphälischer Herrschaft aufgelöst. Unter hannoverscher Herrschaft wurden sie 1815 wiederhergestellt, jedoch das Amt Winzenburg 1828 aufgelöst und dem bisher kleinen Amt Bilderlahe zugeschlagen. Aus dem Großteil des ehemaligen Winzenburger Amtsgebiets wurde 1836 das Amt Alfeld (Leine) gebildet, aus dem 1885 der Kreis Alfeld hervorging.

## Gemeinden
Die folgende Tabelle listet alle Gemeinden, die dem Amt Winzenburg von 1690 bis 1807 angehört haben. In Spalte 2 ist die Anzahl aller Haushalte im Jahre 1760 verzeichnet, und zwar Freie Häuser, Vollhöfe, Halbspännerhöfe, Viertelspännerhöfe, Großköthnerhöfe, Kleinköthnerhöfe und Brinksitzer zusammengenommen (im Original jeweils einzeln aufgeführt). In Spalte 3 ist zum Vergleich die Einwohnerzahl im Jahr 1910 verzeichnet, in Spalte 4 die Gemeindezugehörigkeit nach der Gebietsreform, Stand 1974. In Spalte 5 ist die Zugehörigkeit zum jeweiligen Unterbezirk (Vogtei), ggf. zu einer Adelsherrschaft verzeichnet.
Zur Religionszugehörigkeit der Einwohner siehe auch Liste der Gemeinden des vormaligen Hochstifts Hildesheim nach Konfessionszugehörigkeit. Einen nennenswerten katholischen Bevölkerungsanteil von über 10 % erlangten nach 1643 trotz umfangreicher Rekatholisierungsmaßnahmen nur die Gemeinden (Stand 1871): Everode (52,8 %), Klein Freden (17,5 %), Lamspringe (39,2 %), Sibbesse (16,2 %), Westfeld (14,9 %), und Winzenburg (28,4 %). Der jüdische Bevölkerungsanteil lag in folgenden Gemeinden 1871 bei über 1 %: Groß Freden (1,3 %), Klein Freden (2,4 %), Westfeld (1,2 %), Wrisbergholzen (1,8 %). 91,7 % der Einwohner waren 1871 lutherisch.
| Altgemeinde            | Haushalte | 1910  | 1974 zu          | Anmerkung                                                                     |
| ---------------------- | --------- | ----- | ---------------- | ----------------------------------------------------------------------------- |
| Adenstedt              | 63        | 666   | Adenstedt        | Gehlenberger Börde (Residenz)                                                 |
| Alfeld, Stadt          | 318       | 6.418 | Alfeld           | Alte Gohe (Residenz)                                                          |
| Almstedt               | 58        | 595   | Almstedt         | Gehlenberger Börde, Herrschaft Adenstedt/v. Rheden                            |
| Breinum                | 47        | 420   | Bad Salzdetfurth | Gehlenberger Börde, Herrschaft v. Steinberg auf Bodenburg                     |
| Eimsen                 | 18        | 324   | Alfeld           | Alte Gohe, Herrschaft v. Wrisbergholzen                                       |
| Esbeck                 | 3         | 638   | Freden           | Gut Esbeck, siehe Groß Freden                                                 |
| Evensen                | 23        | 154   | Sehlem           | Gehlenberger Börde                                                            |
| Everode                | 42        | 605   | Everode          | Hasekenhäuser Gohe                                                            |
| Eyershausen            | 34        | 336   | Landwehr         | Hasekenhäuser Gohe                                                            |
| Föhrste                | 30        | 777   | Alfeld           | Alte Gohe, Herrschaft v. Steinberg auf Brüggen und Wispenstein                |
| Gerzen                 | 25        | 829   | Alfeld           | Alte Gohe, Herrschaft v. Steinberg auf Brüggen und Wispenstein                |
| Glashütte (Westerberg) | 13        | -     | Winzenburg       | Alte Glashütte Westerberg, siehe Winzenburg                                   |
| Grafelde               | 32        | 219   | Adenstedt        | Gehlenberger Börde                                                            |
| Graste                 | 20        | 297   | Woltershausen    | Gehlenberger Börde                                                            |
| Groß Freden            | 76        | 1.923 | Freden           | Hasekenhäuser Gohe                                                            |
| Harbarnsen             | 24        | 333   | Harbarnsen       | Gehlenberger Börde, Herrschaft v. Steinberg auf Bodenburg                     |
| Haus Freden            | 1         | -     | Winzenburg       | Vorwerk, siehe Winzenburg                                                     |
| Hornsen                | 1         | 70    | Lamspringe       | Vorwerk aus wüst gewordenem Dorf, Hasekenhäuser Gohe                          |
| Hörsum                 | 22        | 407   | Alfeld           | Alte Gohe, Herrschaft v. Steinberg auf Brüggen und Wispenstein                |
| Imsen                  | 35        | 333   | Alfeld           | Alte Gohe, Herrschaft v. Steinberg auf Brüggen und Wispenstein                |
| Irmenseul              | 19        | 262   | Harbarnsen       | Gehlenberger Börde                                                            |
| Klein Freden           | 49        | 1.697 | Freden           | Hasekenhäuser Gohe                                                            |
| Klump                  | 7         | -     | Winzenburg       | siehe Winzenburg                                                              |
| Lamspringe             | 90        | 1.956 | Lamspringe       | dazu 41 Benediktiner-Haushalte, Gehlenberger Börde, Klostergericht Lamspringe |
| Langenholzen           | 36        | 547   | Alfeld           | Alte Gohe                                                                     |
| Meimerhausen           | 27        | 179   | Freden           | Hasekenhäuser Gohe                                                            |
| Netze                  | 16        | 154   | Woltershausen    | Gehlenberger Börde, Herrschaft v. Steinberg auf Bodenburg                     |
| Neue Mühle             | 1         | -     | Bad Salzdetfurth | eine Mühle, churfürstlich, siehe Salzdetfurth                                 |
| Neuer Krug             | 1         | -     | Bad Salzdetfurth | siehe Salzdetfurth                                                            |
| Neuhof                 | 46        | 496   | Neuhof           | Gehlenberger Börde, Klostergericht Lamspringe                                 |
| Ohlenrode              | 43        | 358   | Freden           | Hasekenhäuser Gohe                                                            |
| Petze                  | 24        | 319   | Sibbesse         | ab 1690 Gehlenberger Börde, Herrschaft v. Wrisbergholzen                      |
| Rehenkrug              | 1         | -     | unbekannt        | Privat-Wirtshaus                                                              |
| Röllinghausen          | 19        | 247   | Alfeld           | Alte Gohe, Herrschaft v. Wrisbergholzen                                       |
| Rolfshagen             | 1         | -     | Lamspringe       | Rolvershagen, Vorwerk und Wirtshaus                                           |
| Sack                   | 43        | 347   | Alfeld           | Alte Gohe, Herrschaft v. Kiepen                                               |
| Salzdetfurth           | 183       | 2.040 | Bad Salzdetfurth | Gehlenberger Börde, Herrschaft v. Steinberg auf Bodenburg                     |
| Glashütte Schildhorst  | -         | 87    | Winzenburg       | Neue Glashütte, siehe Winzenburg                                              |
| Segeste                | 28        | 248   | Almstedt         | Gehlenberger Börde                                                            |
| Sehlem                 | 61        | 733   | Sehlem           | Gehlenberger Börde                                                            |
| Sellenstedt            | 28        | 237   | Adenstedt        | Gehlenberger Börde                                                            |
| Sibbesse               | 58        | 791   | Sibbesse         | ab 1690 Gehlenberger Börde                                                    |
| Warzen                 | 12        | 261   | Alfeld           | Alte Gohe, Herrschaft v. Steinberg auf Brüggen und Wispenstein                |
| Wehrstedt              | 39        | 452   | Bad Salzdetfurth | Gehlenberger Börde, Herrschaft v. Steinberg auf Bodenburg                     |
| Westfeld               | 49        | 356   | Westfeld         | Gehlenberger Börde                                                            |
| Wetteborn              | 29        | 273   | Landwehr         | Hasekenhäuser Gohe                                                            |
| Wettensen              | 17        | 139   | Alfeld           | Alte Gohe, Herrschaft v. Wrisbergholzen                                       |
| Winzenburg             | 8         | 807   | Winzenburg       | Amtshäuser, 2 Mühlen, 1 Wirtshaus. Hasekenhäuser Gohe (Residenz)              |
| Wispenstein            | 20        | 324   | Alfeld           | Alte Gohe, Herrschaft v. Steinberg auf Brüggen und Wispenstein                |
| Wöllersheim            | 3         | 28    | Neuhof           | Gehlenberger Börde, Klostergericht Lamspringe                                 |
| Woltershausen          | 41        | 465   | Woltershausen    | Gehlenberger Börde                                                            |
| Wrisbergholzen         | 52        | 436   | Westfeld         | Gehlenberger Börde, Herrschaft v. Wrisbergholzen                              |

## Drosten und Amtmänner

### Drosten
- 1643–1652: Hermann Christoph von Mandelsloh
- 1652–1664: Jobst Hilmer Knigge
- 1664–1708: vakant
- 1708–1712: Christian Adrian von Horst
- 1712–1746: Franz Adolf von Nagel
- 1746–1747: Hermann Werner von Nagel
- 1747–1762: Franz Friedrich von Nagel
- 1762–1778: Jobst Christoph von Bennigsen
- 1778–1807: Carl Freiherr von Bock zu Wülfingen

### Amtmänner
- 1626–1631: Heinrich Burchtorff
- 1631: Melchior Marting
- 1631–1643: Andreas Grimme
- 1643–1665: Melchior Marting
- 1665–1682: Johann Raban Dücker
- 1685–1708: Maximilian Heinrich de Maitre
- 1712–1738: Johann Robert Stolte
- 1738–1739: Hermann Stephan Feigen
- 1739–1760: Christian Justin Mühlpfordt
- um 1746: Georg Christoph Heinsius, fürstbischöflich hildesheimischer Amtmann
- 1761–1771: Philipp Christian Mühlpfordt
- 1772–1799: Franz Josef Anton Nepomuk von Fumetti
- 1799–1824: Franz Otto von Lochhausen